# Pfarrhaus (Leipheim)

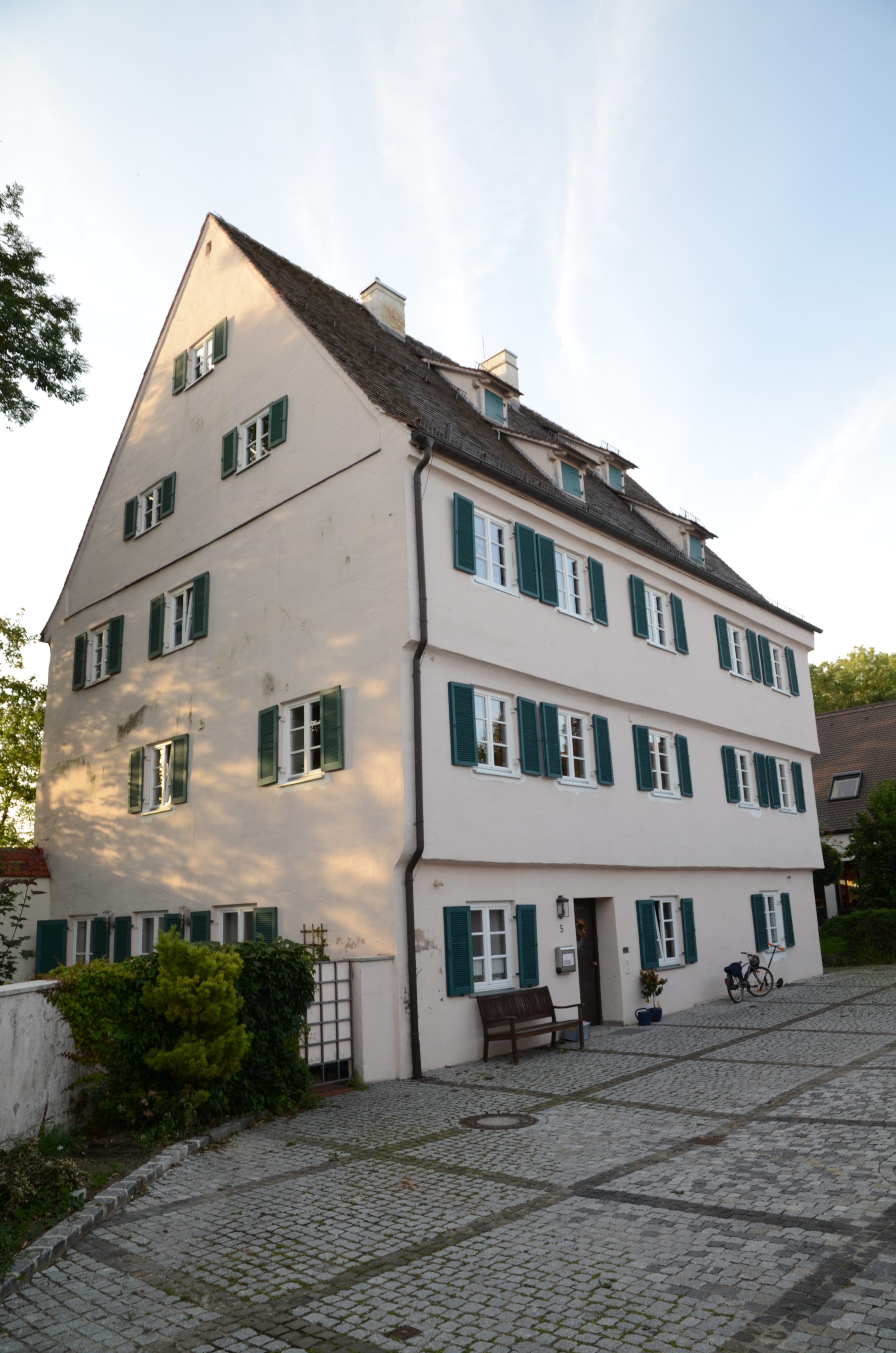
Pfarrhaus in Leipheim

Das evangelisch-lutherische Pfarrhaus in Leipheim, einer Stadt im Landkreis Günzburg im bayerischen Regierungsbezirk Schwaben, wurde 1517 errichtet. Das Pfarrhaus an der Pfarrgasse 5 ist ein geschütztes Baudenkmal.

## Beschreibung
Der dreigeschossige Satteldachbau besitzt einen verputzten Fachwerkobergeschoss. Auf der nördlichen Traufseite integriert der Bau die mittelalterliche Stadtmauer. Von der historischen Ausstattung ist nach öfteren Modernisierungen nur noch die einläufige Treppe der Biedermeierzeit erhalten. 